# داركو ليماجيتش
داركو ليماجيتش (مواليد 20 أغسطس 1993) هو لاعب كرة قدم صربي يلعب في مركز المهاجم في نادي غينت.

## وصلات خارجية
- داركو ليماجيتش على موقع قاعدة بيانات كرة القدم.إي يو (الإنجليزية)
- داركو ليماجيتش على موقع Soccerbase.com (لاعب) (الإنجليزية)
- داركو ليماجيتش على موقع Soccerway.com (الإنجليزية)
- داركو ليماجيتش على موقع عالم كرة القدم.نت (الإنجليزية)